# St. Georg (Altenrath)

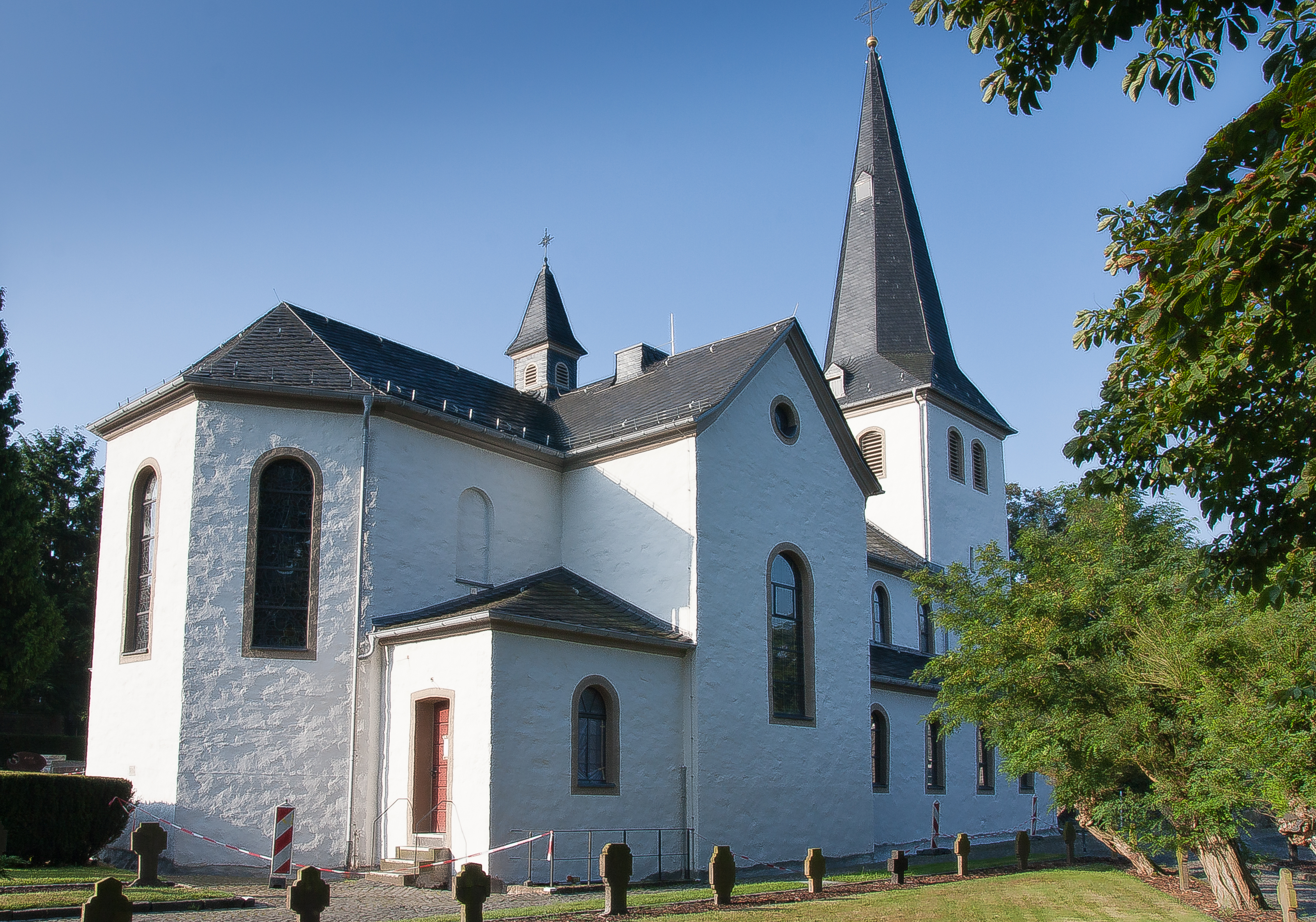
Pfarrkirche St. Georg Altenrath 2014

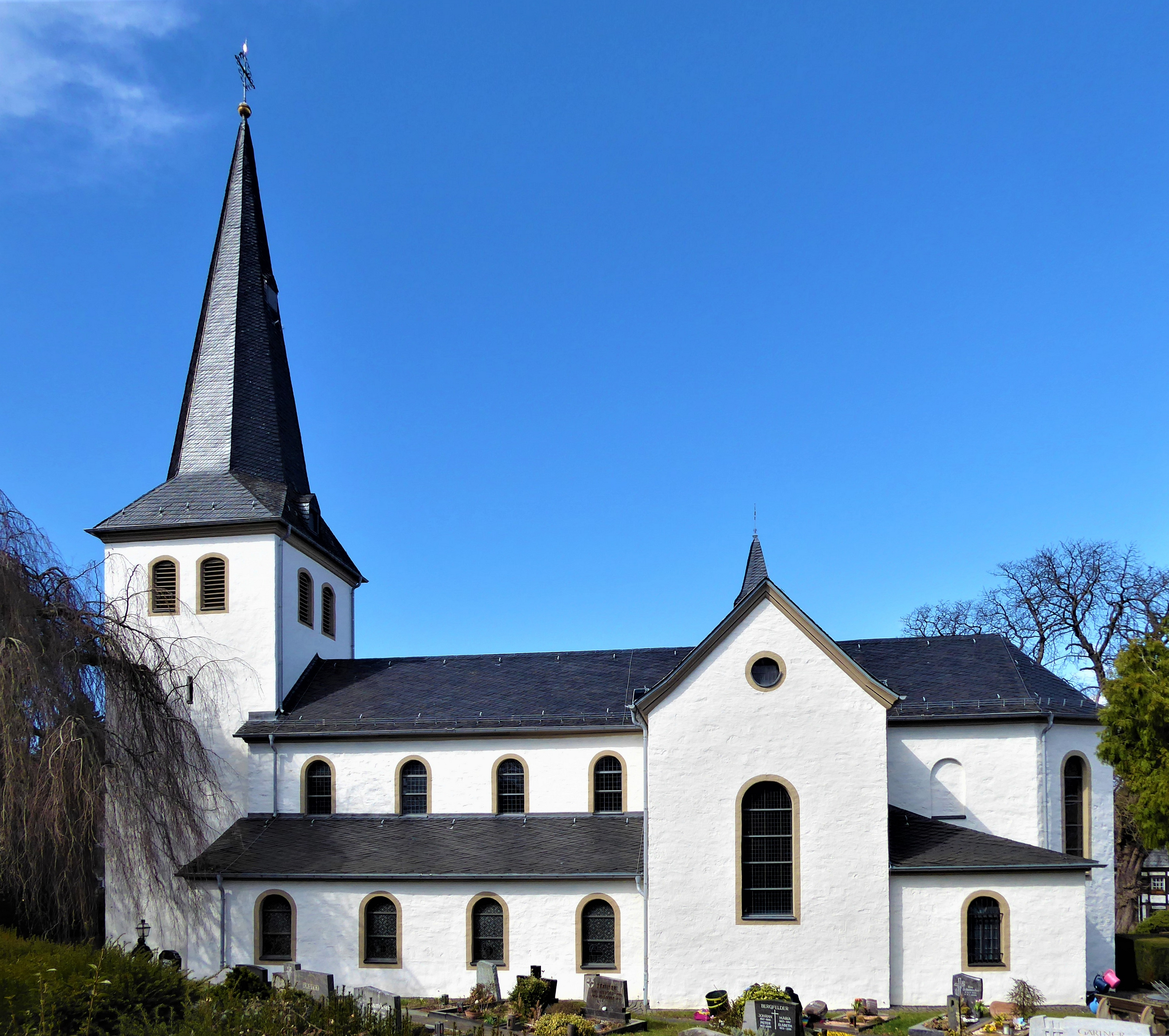
Pfarrkirche St. Georg Altenrath 2021

Die römisch-katholische Pfarrkirche St. Georg in Altenrath, einem Stadtteil von Troisdorf im nordrhein-westfälischen Rhein-Sieg-Kreis, ist eine romanische Pfeilerbasilika. Die Kirche steht als Baudenkmal unter Denkmalschutz.

## Geschichte
Als im Jahre 1311 das Kirchspiel Altenrath an die Grafschaft Berg verkauft wurde, war die St.-Georgs-Kirche Kern dieser dörflichen Ansiedlung. Ihre Errichtung darf für die Mitte des 12. Jahrhunderts angesetzt werden. Zur Zeit der Reformation war Altenrath lutherisch gesinnt und den Katholiken in St. Georg die Ausübung ihrer kirchlichen Praxis verboten worden. Anfang des 17. Jahrhunderts kam es zeitweise zu einer simultanen Nutzung des Gotteshauses.
Während des Dreißigjährigen Krieges litt auch Altenrath unter schwedischen Besatzungstruppen, was unter anderem auch zur Plünderung der Kirche geführt hatte. Von Urkunden aus dieser Zeit, die kirchenbauliche Verpflichtungen zum Thema haben, lassen sich die Adelshäuser Sülz und Schönrath herauslesen, die zur Hälfte sowohl für das Mittelschiff als auch für den Turm in der Verantwortung standen. Sowohl ein eigener Chor, das sogenannte Sülzer Chörchen, als auch eine eigene Gruft sind für die Inhaber des Hauses Sülz ist nachgewiesen.
In dieser Zeit kam es zu einer ersten durchgreifenden Sanierungs- bzw. Erweiterungsphase des Sakralbaus. Zu dieser Maßnahme gehörten vor allem die Verlängerung des Chorraumes und parallel dazu die flankierenden Anbauten „Sülzer Chörchen“ auf der Nordseite bzw. der „Sakristei“ auf der Südseite der Kirche. Da die Sakristei 1632 von den Schweden geplündert wurde, muss sie zumindest zu dieser Zeit schon vorhanden gewesen sein. Außerdem wurden im Langhaus die Fenster zugemauert und durch größere ersetzt. Weitere Umbaumaßnahmen sind aus den Jahren 1866/67 überliefert. So ist aus den beiden Choranbauten einschließlich des westlich gelegenen Teils des Chores ein Querhaus angelegt worden. Da allerdings auf das „Sülzer Chörchen“ nicht verzichtet werden sollte und ebenso ein Sakristeianbau notwendig war, musste auch das verbliebene Reststück des Chores wiederum eine entsprechende Verlängerung erfahren. Außerdem wurde der Fußboden der Kirche um eineinhalb Fuß (ca. 40 cm) tiefer gelegt und erneut die Lage der Befensterung verändert.
Mit der Errichtung des preußischen Truppenübungsplatzes „Wahner Heide“ im Jahr 1817 und seinen darauf folgenden Erweiterungen reichte er bald bis an den Ortsrand von Altenrath heran. 1933 wurden zur Abrundung des militärisch genutzten Gebietes weitere Geländeabschnitte erworben und 1938 die vollständige Enteignung und Zwangsräumung von Altenrath angeordnet. Im Anschluss benutzte man die dörfliche Bausubstanz einschließlich der Kirche bis zum Ende des Zweiten Weltkrieges zum Einüben des Straßenkampfes.
Nach dem Zweiten Weltkrieg mussten vor allem Wiederherstellungsarbeiten durchgeführt werden, um den Sakralbau vor Witterungseinflüssen zu schützen. Erst Anfang der 1950er Jahre ließ sich der Innenraum wieder einigermaßen würdig herrichten. Eine grundlegende Restaurierung erfolgte zwischen 1959 und 1967.  Von 2009 bis 2011 wurden die bislang letzte Sanierungsmaßnahme durchgeführt, die dem Erhalt des verputzten Bruchstein-Mauerwerks, der Neueindeckung der verschieferten Dachflächen und der Wiederertüchtigung der Metall- und Glasbauteile diente.

## Bau
Bauhistorisch betrachtet ist die Kirche St. Georg eine flachgedeckte, dreischiffige Pfeilerbasilika mit einem vorgesetzten Westturm, einem nur geringfügig ausladenden Querhaus und einem daran ansetzenden Langchor mit 3/8-Schluss. Das Bauwerk ist städtebaulich betrachtet in einer Talsenke angesiedelt, am Standort selbst aber gegenüber der dorfseitigen Zuwegung bzw. Bebauung um ca. 2,50 m erhöht inmitten seines Kirchhofes gelegen.
Der Grundriss der Kirche ist entsprechend den liturgischen Vorschriften des frühen Christentums nur annähernd präzise geostet, d. h. mit dem Chor nach Osten und mit dem Turm nach Westen hin ausgerichtet. Die Abweichung von der Ideallinie von 27 Grad nach Norden hin ist auf keinen Austragungsfehler zurückzuführen, sondern hängt mit der Einbeziehung des Patroziniums in die Ausrichtung des Kirchenbaus zusammen, das für den Hl. Georg am 22. April gefeiert wird. An diesem Tag lässt sich für Altenrath der Sonnenaufgang an einem Punkt festmachen, der ca. 22 Grad von der exakten Ostrichtung nach Norden hin abweicht.
Im Kern ist die Pfeilerbasilika von Altenrath im 12. Jahrhundert errichtet worden. Ob der Westturm schon zum ursprünglichen Konzept der Anlage gehörte, ist fraglich. Tatsache ist, dass der über einem annähernd quadratischen Grundriss entwickelte viergeschossige Turm Öffnungen besitzt, die erst in späterer Zeit in das Bruchsteinmauerwerk gebrochen wurden. So können die Schallarkaden einschließlich des schlichten Eingangsportals auf der Westseite des Turmes sowohl in die Barockzeit als auch in das 19. Jahrhundert datiert werden. Der Turm selbst ist mit einer spitzen Haube bekrönt.
Auch die sich deutlich vom Mittelschiff absetzenden Seitenschiffe können jeweils von der Westseite aus separat erschlossen werden. Gleich große rundbogig abgeschlossene Fensterformate sind sowohl in die Seitenschiffwände als auch in die Hochschiffwände eingeschnitten. Das Querhaus, das nur geringfügig über die Seitenschiffe hinausragt, ist etwas schmaler als das Mittelschiff angelegt, jedoch sind Traufe und First der beiden Bauteile auf gleicher Höhe zu finden. Die Stirnseiten des Querhauses sind jeweils durch großformatige Rundbogenfenster bereichert. Über der Vierung ist ein Dachreiter aufgesetzt. Der Chor besteht aus einem Joch und einem anschließenden 3/8-Schluss. Die Befensterung ist in der Dimensionierung wie jene des Querhauses und in der Mittelachse der drei Seiten eines Achtecks angebracht. Das Dach ist im Osten nach allen drei Seiten abgewalmt. Zwei Anbauten, die heute als Sakristei bzw. als Nebenraum genutzt werden, flankieren den Chor und entsprechen in ihrer äußeren Gestaltung den Seitenschiffen.
Das Innere der Kirche ist mit Ausnahme des Chores flach gedeckt. Der glatt gefasste Raum des Mittelschiffes zeigt eine vierjochige Gliederung. Die Arkadenpfeiler sind nur ansatzweise profiliert. Die Fenster schneiden mit ihren Laibungen hart in die Hochschiffwand ein. Die Seitenschiffe sind ebenfalls flach eingedeckt, etwa halb so hoch wie das Mittelschiff und auf der Ostseite durch einen Abschlussbogen mit dem Querhaus verbunden. Die jeweils durch eine Bogenöffnung vom Langhaus abgetrennten Querhausarme lassen die Abschnitte eher als Kapellen erscheinen. Ein Triumphbogen bildet den Übergang zum kreuzrippengewölbten Chor.

## Ausstattung
Ursprünglich war die Kirche in Altenrath etwas reicher ausgestattet. Neben dem Hochaltar, der dem Hl. Georg geweiht war, gab es noch zwei Seitenaltäre, von denen einer zu Ehren der Gottesmutter konsekriert war. Sie finden noch bis in das 19. Jahrhundert Erwähnung, danach verliert sich ihre Spur.
Beachtenswert sind die gotische Monstranz und ein noch vorhandener Weihwasserkessel, der zur Eheschließung des Wesselinger Amtmanns Wilhelm Stael von Holstein zu Haus Sülz und seiner Ehefrau Katharina Steinkopp 1528 gestiftet wurde.

### Kirchenfenster
Die Kirchenfenster stammen aus verschiedenen Epochen. Die Fenster im Chor wurden 1910: von der Glasmalerei Dr. H. Oidtmann in Linnich hergestellt. Sie sind auf eine Stiftung der Pfarrer Kemper und Daniels sowie der Familie Spirtz aus Aachen zurückzuführen. Die beiden Fenster im Eingangsbereich wurden von Eduard Horst um 1955 entworfen, die Fenster in den Seitenschiffen um 1960 von einem unbekannten Künstler gestaltet.

### Orgel
Die Orgel stammt aus dem Jahr 1965; sie wurde von Orgelbau Romanus Seifert & Sohn (Kevelaer) erbaut. Bei dem Instrument handelt es sich um ein Hochpositiv mit zwei Manualen und – bis auf den eigenständigen Subbaß 16′ – angehängtem Pedal.
| I Hauptwerk C–g3 |            |       |
| 1.               | Gedackt    | 8′    |
| 2.               | Praestant  | 4′    |
| 3.               | Hohlflöte  | 4′    |
| 4.               | Mixtur III | 1 ⁄3′ |

| II Schwellwerk C–g3 |                |    |
| 5.                  | Rohrflöte      | 8′ |
| 6.                  | Blockflöte     | 4′ |
| 7.                  | Sesquialter II |    |
| 8.                  | Superoktav     | 2′ |

| Pedal C–f1 |         |     |
| 9.         | Subbass | 16′ |

- Koppeln: II/I, I/P, II/P

### Glocken
Altenraths Glocken, die über Jahrhunderte im Kirchturm hingen, wurden in der ersten Hälfte des 19. Jahrhunderts durch drei Glocken ersetzt, die in der Sieglarer Gießerei Claren gefertigt wurden. Dieses Dreiergeläut wurde 1929 durch drei Neugüsse der Gießerei Otto aus Hemelingen ersetzt. 1938, als das Dorf Altenrath gezwungenermaßen evakuiert wurde, kamen diese Glocken wieder aus dem Turm und wurden bei den Klöckner-Mannstaedt Werken auf der Friedrich-Wilhelms-Hütte deponiert. Dort wurden sie, wie Tausende anderer Glocken im Reichsgebiet auch, 1942 beschlagnahmt und zum Einschmelzen abtransportiert. Die beiden heute im Turm hängenden Glocken sind sogenannte „Leihglocken“, die 1952 auf dem Hamburger Glockenlager (ehemaliger Sammelplatz noch einzuschmelzender Glocken) gefunden und in Patenschaft übernommen wurden.
In unmittelbarer Nachbarschaft zur St.-Georgs-Kirche befindet sich die Friedhofskapelle. In deren im Jahre 2009 aufgesetzten Dachreiter hängt eine Glocke, die aus einer halbierten Bombe aus dem Zweiten Weltkrieg gefertigt wurde.
| Nr. | Name, Herkunftsort                                                                            | Gussjahr | Gießer, Gussort                                 | Durchmesser (mm) | Masse (kg) | Schlagton (HT-1/16) |
| --- | --------------------------------------------------------------------------------------------- | -------- | ----------------------------------------------- | ---------------- | ---------- | ------------------- |
| 1   | Trinitatis, (Leihglocke), Herkunftsort: Pestlin, St. Michael, Kreis Stuhm/Westpreußen         | 1673     | Johannes Breufelt, Damblain/Lothringen          | 921              | 464        | gis1 –5             |
| 2   | Maria, (Leihglocke), Herkunftsort: Schulen, Hl. Kreuz/St. Jakobus, Kreis Heilsberg/Ostpreußen | um 1500  | Hausmeistermarkenzeichen, Königsberg/Ostpreußen | 780              | 280        | h1 –1               |

### Pfarrer in Altenrath
- um 1448: Gevave
- 1474: Johann Stephani
- 1590–1597: Johann Adam von Schwanenberg
- 1597–1613:  Gerhard von Emmerich
- 1613–1645: Arnold Mohrenhofen 1613–45  (in Altenrath gestorben)
- 1645–1664: Johann Füssenich
- 1664–1701: Hermann Jungk
- 1702–1730: Heinrich Gilles (in Altenrath geboren)
- 1731–1741: Andreas Frings
- 1742–1752: Johann Keyser
- 1752–1777: Hermann Joseph Brandts
- 1777–1808: Johann Georg Gines (in Altenrath gestorben)
- 1808–1819: Ignatius Heller
- 1819–1826: Christian Höhr
- 1832–1835: Christian Kemper
- 1835–1865: Johann Söntgerath
- 1860–1865: Mathias Klemens (Pfarrverwalter)
- 1865–1888: Herbert Daniels
- 1888–1910: Herbert Delvos
- 1910–1922: Hermann Joseph Brinkmann
- 1922–1934: Adolf Melder
- 1934–1938: Gerhard Bendermacher
- 1945–1958: Hermann Richarz
- 1958–1960: Maximilian Zymolka
- 1960–1966: Hugo Ophey
- 1966–1978: Josef Junkersfeld
- 1978–1981: Gerd Hagedorn
- 1981–1983: Manfred Lazar
- 1983–1992: Fred Schmitz
- 1992–2008: Joseph Steffl
- ab 2009: Peter Orth